# Královští potomci královny Viktorie a krále Kristiána IX.

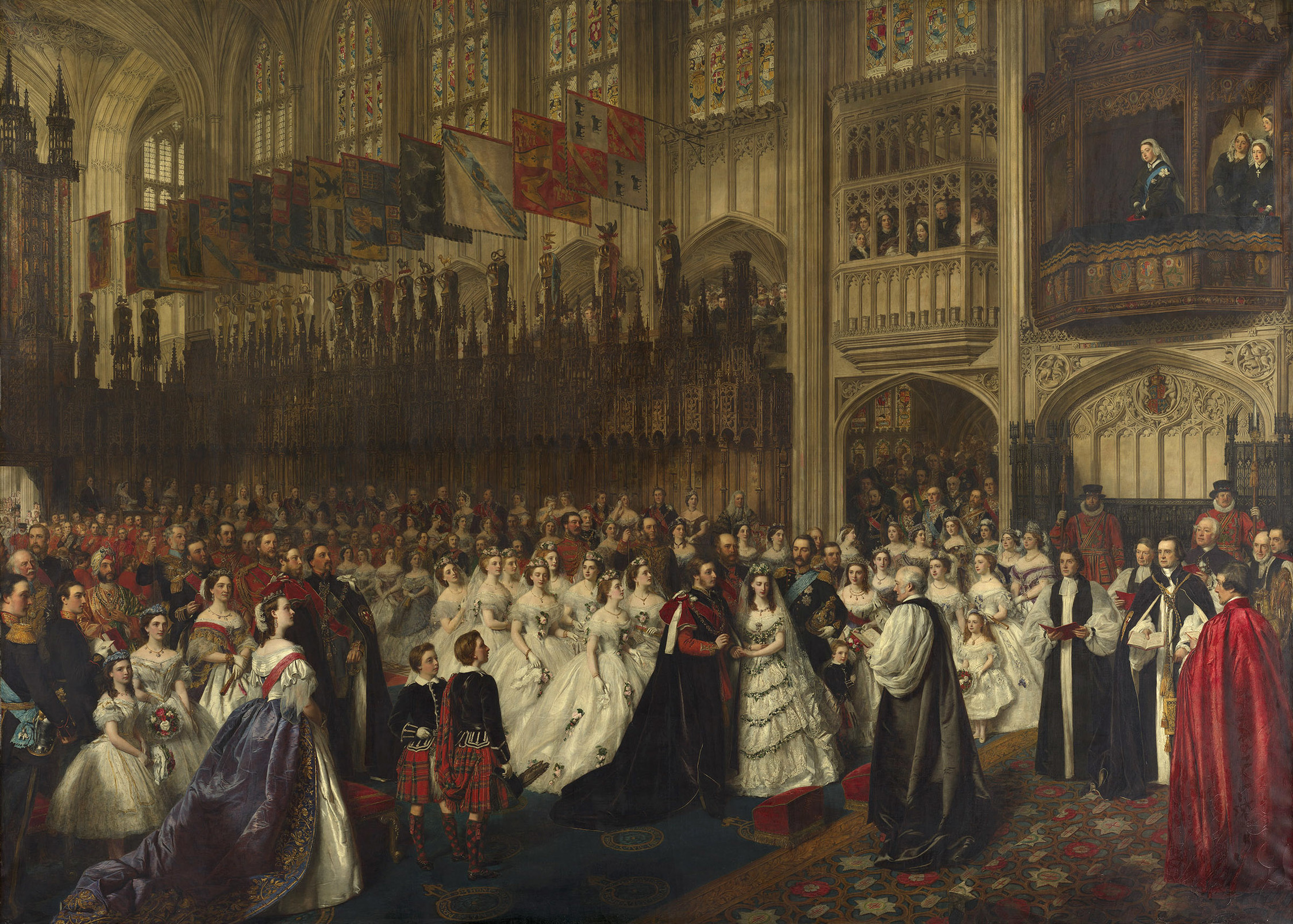
Obraz Williama Powella Fritha z roku 1865 znázorňující Sňatek prince z Walesu s princeznou Alexandrou Dánskou se zdá být jediným dochovaným obrazem, kde jsou na stejném obraze vyobrazeni královna Viktorie a král Kristián IX.

Královští potomci královny Viktorie a krále Kristiána IX., panovníků Spojeného království (1837–1901), respektive Dánska (1863–1906), v současnosti sedí na trůnech Belgie, Dánska, Lucemburska, Norska, Španělska, Švédska a Spojeného království. Po vypuknutí první světové války jejich vnuci obsadili trůny Dánska, Norska, Německa, Rumunska, Ruska, Řecka, Spojeného království a Španělska. Proto se Viktorie přezdívá „babička Evropy“ a Kristián IX. „tchán Evropy“.

## Vnoučata

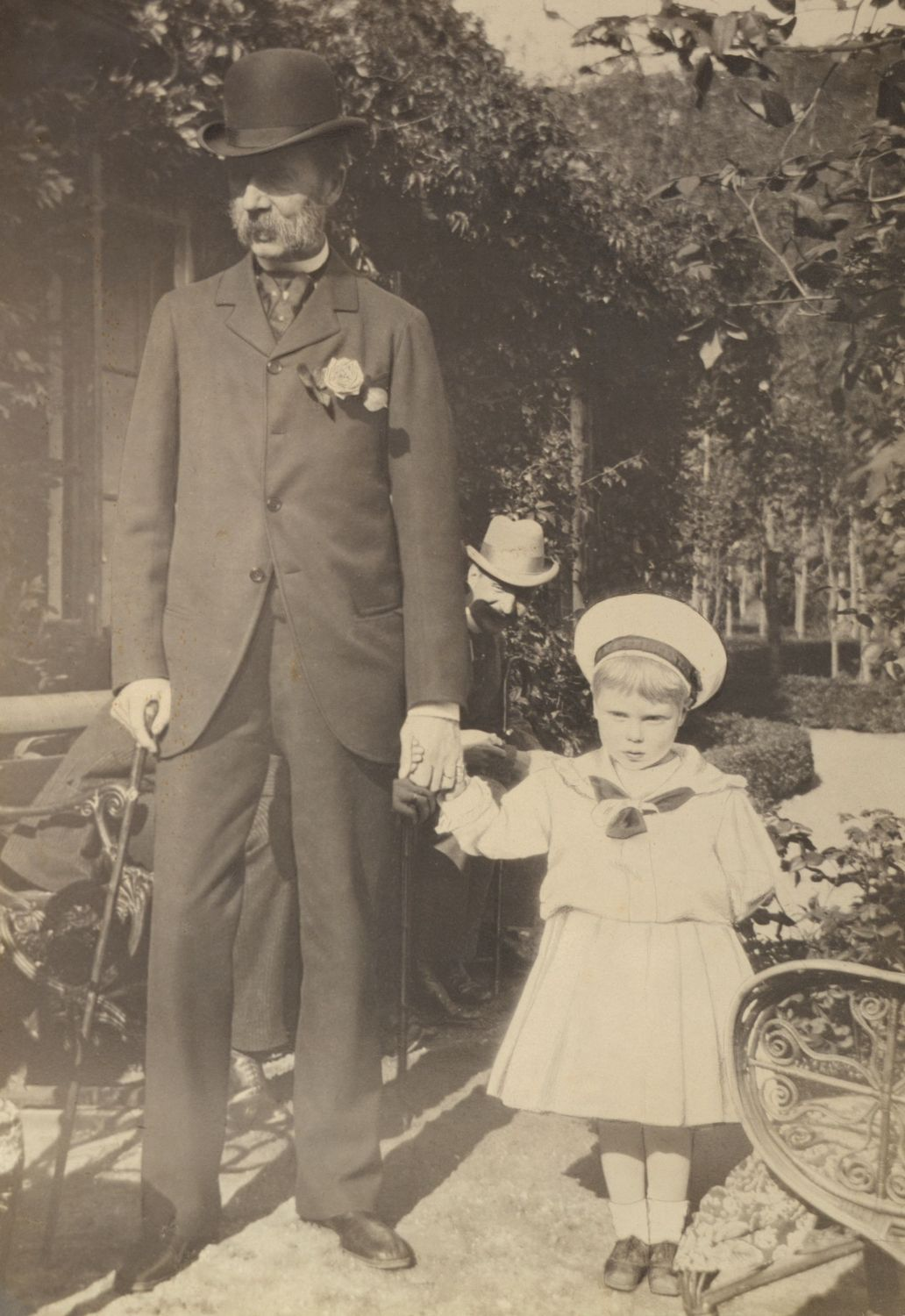
Kristián IX. v roce 1898 se svým a Viktoriiným pravnukem princem Eduardem z Yorku, budoucím králem Spojeného království Eduardem VIII.

Viktorie domluvila svatbu svého nejstaršího syna a dědice trůnu, budoucího Eduarda VII., s Alexandrou Dánskou, nejstarší dcerou Kristiána IX., která se konala 10. března 1863. Mezi jejich šesti dětmi byli Jiří V. (který byl také po celou dobu své vlády císařem Indie) a jeho sestra Maud z Walesu (která se později 22. července 1896 provdala za svého bratrance Haakona VII. Norského, dalšího vnuka Kristiána IX.).
Druhý syn Kristiána IX., princ Vilém, se stal králem Řecka jako Jiří I. krátce po svatbě jeho sestry Alexandry. Dne 27. října 1889 se jeho syn, budoucí Konstantin I. Řecký, oženil se Sofií Pruskou, vnučkou Viktorie.
V roce 1865 se druhá dcera Kristiána IX., princezna Dagmar, zasnoubila s carevičem Nikolajem Ruským, synem a dědicem cara Alexandra II. Po předčasné smrti svého snoubence se Dagmar v roce 1866 provdala za Nikolajova mladšího bratra careviče Alexandra a přijala ruské jméno Maria Fjodorovna. V letech 1881 až 1894 byla ruskou císařovnou manželkou. Její syn Mikuláš II. Ruský se 26. listopadu 1894 oženil s Alix Hesenskou a Rýnskou, další vnučkou královny Viktorie, která se tak stala ruskou císařovnou manželkou a přijala jméno Alexandra Fjodorovna.
Kristián X. Dánský byl starším bratrem Haakona VII. Norského a tedy dalším vnukem Kristiána IX. Dánského. Vilém II., německý císař a pruský král, byl starším bratrem Sofie Pruské a tedy dalším vládnoucím vnukem Viktorie. Viktorie měla další dvě vnučky, které se staly královnami: Marii Edinburskou, která se provdala za Ferdinanda I. Rumunského, a Viktorii Evženii z Battenbergu, která se provdala za Alfonse XIII. Španělského.
Kristián IX. byl tedy dědem císaře a dvou králů, kteří se všichni oženili s vnučkami Viktorie, z nichž jedna (Maud z Walesu) byla také vnučkou Kristiána IX. Celkem pět jeho vnuků bylo vládnoucími panovníky.
Viktorie byla babičkou císaře, krále-císaře, čtyř královen manželek a císařovny manželky.

### První světová válka
Za první světové války (1914–1918) bylo mnoho evropských panovníků z matčiny i otcovy strany úzce spřízněno. Nejčastěji uváděným příkladem je skutečnost, že Mikuláš, jeho manželka Alexandra a císař Vilém II. Pruský byli všichni bratranci a sestřenicí Jiřího V. Britského přes Kristiána IX. (v Mikulášově případě) nebo královnu Viktorii (ve Vilémově a Alexandřině případě). Krátce před koncem války byli Mikuláš, jeho žena a děti popraveni bolševiky.
Další země, které bojovaly proti Německu kromě Ruska a Spojeného království, byly Rumunsko, jehož královna Marie, manželka Ferdinanda I., byla sestřenicí císaře, a Řecko, jehož královna Sofie, manželka Konstantina I., byla císařova vlastní sestra.
Kromě toho byl Jiří V. přes Kristiána IX. bratranec Konstantina I. Řeckého. Dalšími bratranci a sestřenicí Jiřího V., jejichž země byly během války neutrální, byli Kristián X. Dánský, Viktorie Evženie Španělská (královna manželka Alfonse XIII.) a Haakon VII. Norský (který byl také Jiřího švagrem skrz své manželství s Jiřího sestrou Maud).

## Současní vládnoucí potomci
Sňatky mezi potomky královny Viktorie a krále Kristiána IX. neskončily s první světovou válkou, navzdory svržení německé i ruské monarchie (spolu s rodem Habsburků v Rakousku-Uhersku). Naopak, téměř všichni vládnoucí evropští králové nebo královny jsou dnes blízce spříznění díky jejich původu z Viktorie, Kristiána nebo dokonce obou.
Král Harald V. Norský, královna Markéta II. Dánská a král Filip VI. Španělský jsou všichni potomky královny Viktorie i krále Kristiána IX. [zdroj?] První dva zmínění panovníci jsou pravnoučaty manželů Alexandry Dánské (dcera krále Kristiána IX.) a Eduarda VII. (syn královny Viktorie). Harald V. Norský je vlastně potomkem Kristiána IX. hned třikrát, dvakrát prostřednictvím svého otce a jednou prostřednictvím své matky. Markéta II. Dánská je potomkem Viktorie a Kristiána IX. Je také sestřenicí Karla XVI. Gustava Švédského prostřednictvím Viktoriiny vnučky princezny Markéty Connaughtské. Filip VI. je potomkem Viktorie třikrát a Kristiána IX. dvakrát. Jeho otec, král Juan Carlos I., je potomkem Viktorie, ne Kristiána IX., ale manželka Juana Carlose, královna Sofie, je potomkem Viktorie dvakrát a pra-pravnučkou Kristiána IX. také dvakrát.
Král Karel XVI. Gustav Švédský je potomkem Viktorie, a to dvakrát, protože jeho rodiče byli bratrancem a sestřenicí z druhého kolena (oba byli pravnoučaty Viktorie). Kromě toho je Karel XVI. Gustav také z matčiny strany potomkem Viktoriiny nevlastní sestry Feodory. Karel XVI. Gustav není potomkem Kristiána IX.; nicméně, z matčiny strany je potomkem rodičů Kristiána IX. přes jeho staršího bratra Fridricha.
Naopak Filip, král Belgičanů, je potomkem krále Kristiána IX., ale ne královny Viktorie, ačkoli je potomkem Viktoriina strýce z matčiny strany (stejně jako strýce z otcovy strany jejího manžela prince Alberta Sasko-Koburského-Gothajského) Leopolda I., krále Belgičanů. Filipův otec, král Albert II., který abdikoval v létě 2013, je bratrancem Haralda V. Norského prostřednictvím jejich dědečka prince Karla, vévody z Västergötlandu, který se oženil s princeznou Ingeborg Dánskou, vnučkou Kristiána IX.
- Stručně řečeno, panovníci Norska, Dánska, Španělska a Spojeného království jsou potomky Viktorie a Kristiána IX. Španělský král je však jediný potomkem obou více než z jedné strany.
- Švédský král je dvakrát potomkem Viktorie (a její nevlastní sestry), ale ne Kristiána IX. (i když je potomkem jednoho z jeho bratrů).
- Král Belgičanů a lucemburský velkovévoda jsou potomky Kristiána IX., ale nikoli Viktorie, ačkoli jsou potomky strýce Viktorie a jejího manžela Leopolda I. Belgického.
- Nizozemský král je jediným evropským panovníkem, který není potomkem Viktorie ani Kristiána IX. 
  - Je to vzdálený bratranec z šestého kolena Alžběty II., prince Filipa, Haralda V., Markéty II., Karla XVI. Gustava a Filipa VI. prostřednictvím Frederika, prince z Walesu a vzdálený bratranec ze čtvrtého kolene Alberta II. Belgického prostřednictvím Viléma I. Nizozemského. Kromě toho byl Vilém I. Nizozemský také vzdálený bratranec z druhého kolena královny Viktorie a krále Kristiána IX., protože byl pravnukem Jiřího II. Britského. Všichni současní vládnoucí králové a královny v Evropě, včetně Nizozemska, jsou tedy spřízněni prostřednictvím Jiřího II. Britského.

## Příbuznost mezi Viktorií a Kristiánem IX.
Protože je tolik panovníků potomky královny Viktorie a krále Kristiána IX. Dánského, vztah mezi těmito dvěma panovníky je do jisté míry zajímavý. Tito panovníci byli bratrancem a sestřenicí z třetího kolena díky tomu, že oba byli potomky Jiřího II. Britského. Tato příbuznost se objevuje hned dvakrát, protože prarodiče z matčiny strany krále Kristiána IX. Dánského, princ Karel Hesensko-Kasselský (1744–1836) a princezna Luisa Dánská (1750–1831), byli oba děti dcer krále Jiřího II. Britského (1660–1727), a tedy bratrancem a sestřenicí. Luisa Hesensko-Kasselská, manželka krále Kristiána IX. Dánského, byla vnučkou prince Fridricha Hesenského (1747–1837), bratra již zmíněného prince Karla Hesensko-Kasselského.
Král Kristián IX. Dánský a jeho manželka Luisa Hesensko-Kasselská si tak byli navzájem bratrancem a sestřenicí z druhého a třetího kolena a bratrancem a sestřenicí z třetího kolene královny Viktorie.

## Nejdéle žijící potomci Viktorie a Kristiána IX.

### Nejdéle žijící potomci
V současné době zastává královskou funkci
     Žijící
| Jméno potomků                                                  | Rok narození | Rok úmrtí | Věk              | Pochází z              | Prostřednictvím                                        |
| -------------------------------------------------------------- | ------------ | --------- | ---------------- | ---------------------- | ------------------------------------------------------ |
| Kristián, kníže z Bentheimu a Steinfurtu                       | 1923         | 2023      | 100 let, 3 dny   | Kristián IX. Dánský    | Princezna Luisa Dánská                                 |
| Princ Philip, vévoda z Edinburghu                              | 1921         | 2021      | 99 let, 303 dní  | Kristián IX. Dánský    | Princ Ondřej Řecký a Dánský                            |
| Princ Philip, vévoda z Edinburghu                              | 1921         | 2021      | 99 let, 303 dní  | Viktorie Britská       | Princezna Alice z Battenbergu                          |
| Andrej Andrejevič, princ ruský                                 | 1923         | 2021      | 98 let, 311 dní  | Kristián IX. Dánský    | Velkovévodkyně Xenie Alexandrovna Ruská                |
| Christian Castenskjold                                         | 1926         | 2024      | 98 let, 7 dní    | Kristián IX. Dánský    | Princezna Dagmar Dánská                                |
| Princezna Alice, hraběnka z Athlone                            | 1883         | 1981      | 97 let, 313 dní  | Viktorie Britská       | Princ Leopold, vévoda z Albany                         |
| Markéta, princezna René bourbonsko-parmská                     | 1895         | 1992      | 97 let, 1 den    | Kristián IX. Dánský    | Princ Valdemar Dánský                                  |
| Alžběta II. Britská                                            | 1926         | 2022      | 96 let 140 dní   | Viktorie Britská       | Jiří V. Britský                                        |
| Alžběta II. Britská                                            | 1926         | 2022      | 96 let 140 dní   | Kristián IX. Dánský    | Jiří V. Britský                                        |
| Michal I. Rumunský                                             | 1921         | 2017      | 96 let, 41 dní   | Viktorie Britská       | Princezna Marie Edinburská                             |
| Michal I. Rumunský                                             | 1921         | 2017      | 96 let, 41 dní   | Princezna Sofie Pruská |                                                        |
| Michal I. Rumunský                                             | 1921         | 2017      | 96 let, 41 dní   | Kristián IX. Dánský    | Konstantin I. Řecký                                    |
| Hrabě Lennart Bernadotte Wisborský                             | 1909         | 2004      | 95 let, 227 dní  | Kristián IX. Dánský    | Princezna Alexandra Řecká a Dánská                     |
| Hrabě Karel Jan Bernadotte Wisborský                           | 1916         | 2012      | 95 let, 187 dní  | Viktorie Britská       | Princezna Markéta z Connaughtu                         |
| Lady Pamela Hicksová                                           | 1929         | Naživu    | 95 let a 316 dní | Viktorie Britská       | Louis Mountbatten, 1. hrabě Mountbatten z Barmy        |
| Hrabě Sigvard Bernadotte Wisborský                             | 1907         | 2002      | 94 let, 244 dní  | Viktorie Britská       | Princezna Markéta z Connaughtu                         |
| Princezna Kateřina Řecká a Dánská                              | 1913         | 2007      | 94 let, 151 dní  | Viktorie Britská       | Princezna Sofie Pruská                                 |
| Princezna Kateřina Řecká a Dánská                              | 1913         | 2007      | 94 let, 151 dní  | Kristián IX. Dánský    | Konstantin I. Řecký                                    |
| Olga, princezna Pavel Jugoslávský                              | 1903         | 1997      | 94 let, 127 dní  | Kristián IX. Dánský    | Princ Mikuláš Řecký a Dánský                           |
| Infantka Beatrix, kněžna z Civitella-Cesi                      | 1909         | 2002      | 93 let, 153 dní  | Viktorie Britská       | Princezna Viktorie Evženie z Battenbergu               |
| Patricia Knatchbullová, 2. hraběnka Mountbattenová z Barmy     | 1924         | 2017      | 93 let, 119 dní  | Viktorie Britská       | Louis Mountbatten, 1. hrabě Mountbatten z Barmy        |
| Anna, královna rumunská                                        | 1923         | 2016      | 92 let, 318 dní  | Kristián IX. Dánský    | Princezna Markéta Dánská                               |
| Princ Wolfgang Hesenský                                        | 1896         | 1989      | 92 let, 247 dní  | Viktorie Britská       | Princezna Markéta Pruská                               |
| Princezna Astrid, paní Fernerová                               | 1932         | Naživu    | 93 let a 17 dní  | Viktorie Britská       | Princezna Maud z Walesu                                |
| Princezna Astrid, paní Fernerová                               | 1932         | Naživu    | 93 let a 17 dní  | Kristián IX. Dánský    | Haakon VII. Norský                                     |
| Princ Karel Bernadotte                                         | 1911         | 2003      | 92 let, 168 dní  | Kristián IX. Dánský    | Princezna Ingeborg Dánská                              |
| Princ Michal Bourbonsko-Parmský                                | 1926         | 2018      | 92 let, 125 dní  | Kristián IX. Dánský    | Princezna Markéta Dánská                               |
| Hrabě Bertram Castellsko-Rüdenhausenský                        | 1932         | Naživu    | 92 let a 232 dní | Viktorie Britská       | Vévoda Karel Eduard Sasko-Kobursko-Gothajský           |
| Anne Liddellová-Graingerová                                    | 1932         | Naživu    | 92 let a 216 dní | Viktorie Britská       | Lady May Abelová Smithová                              |
| Princ Alexandr Jugoslávský                                     | 1924         | 2016      | 91 let, 273 dní  | Kristián IX. Dánský    | Princezna Olga Řecká a Dánská                          |
| Princ Artur, vévoda z Connaughtu a Strathearnu                 | 1850         | 1942      | 91 let, 260 dní  | Viktorie Britská       | Královna Viktorie (syn a dcera)                        |
| Princezna Luisa, vévodkyně z Argyllu                           | 1848         | 1939      | 91 let, 260 dní  | Viktorie Britská       | Královna Viktorie (syn a dcera)                        |
| Princezna Luisa Viktorie Pruská                                | 1917         | 2009      | 91 let, 212 dní  | Kristián IX. Dánský    | Princezna Luisa Dánská                                 |
| Hraběnka Birgitta Bernadotte Wisborská                         | 1933         | Naživu    | 91 let a 363 dní | Kristián IX. Dánský    | Lennart Bernadotte                                     |
| Marianne von Sachsen-Coburg und Gotha                          | 1933         | Naživu    | 91 let a 330 dní | Viktorie Britská       | Johann Leopold, dědičný princ Sasko-Kobursko-Gothajský |
| Fridrich František, dědičný velkovévoda meklenbursko-zvěřínský | 1910         | 2001      | 91 let, 100 dní  | Kristián IX. Dánský    | Princezna Alexandra Hannoverská                        |
| Princ Jiří Vilém Hannoverský                                   | 1915         | 2006      | 90 let, 289 dní  | Kristián IX. Dánský    | Arnošt August, vévoda brunšvický                       |
| Princ Jiří Vilém Hannoverský                                   | 1915         | 2006      | 90 let, 289 dní  | Viktorie Britská       | Princezna Viktorie Luisa Pruská                        |
| Ingrid, královna dánská                                        | 1910         | 2000      | 90 let, 224 dní  | Viktorie Britská       | Princezna Markéta z Connaughtu                         |
| Princ David Chavchavadze                                       | 1924         | 2014      | 90 let, 138 dní  | Kristián IX. Dánský    | Princezna Nina Georgijevna Ruská                       |
| Albert II. Belgický                                            | 1934         | Naživu    | 90 let a 268 dní | Kristián IX. Dánský    | Princezna Astrid Švédská                               |
| Princezna Dorotea Hesenská                                     | 1934         | Naživu    | 90 let a 220 dní | Kristián IX. Dánský    | Princ Ondřej Řecký a Dánský                            |
| Princezna Dorotea Hesenská                                     | 1934         | Naživu    | 90 let a 220 dní | Viktorie Britská       | Princ Kryštof Hesenský                                 |
| Princezna Dorotea Hesenská                                     | 1934         | Naživu    | 90 let a 220 dní | Viktorie Britská       | Princezna Alice z Battenbergu                          |

### Nejstarší žijící potomci
V současné době zastává královskou funkci
| Jméno potomků                                | Datum narození    | Věk              | Pochází z           | Prostřednictvím                              |
| -------------------------------------------- | ----------------- | ---------------- | ------------------- | -------------------------------------------- |
| Lady Pamela Hicksová                         | 19. dubna 1929    | 95 let a 316 dní | Viktorie Britská    | Princezna Viktorie Hesensko-Rýnská           |
| Princezna Astrid, paní Fernerová             | 12. února 1932    | 93 let a 17 dní  | Kristián IX. Dánský | Haakon VII. Norský                           |
| Princezna Astrid, paní Fernerová             | 12. února 1932    | 93 let a 17 dní  | Viktorie Britská    | Princezna Maud z Walesu                      |
| Hrabě Bertram zu Castell-Rüdenhausen         | 12. července 1932 | 92 let a 232 dní | Viktorie Britská    | Karel Eduard Sasko-Kobursko-Gothajský        |
| Anne Liddellová-Graingerová                  | 28. července 1932 | 92 let a 216 dní | Viktorie Britská    | Princezna Alice z Albany                     |
| Hraběnka Birgitta Bernadottová Wisborská     | 3. března 1933    | 91 let a 363 dní | Kristián IX. Dánský | Lennart Bernadotte                           |
| Marianne von Sachsen-Coburg und Gotha        | 5. dubna 1933     | 91 let a 330 dní | Viktorie Britská    | Karel Eduard Sasko-Kobursko-Gothajský        |
| Albert II. Belgický                          | 6. června 1934    | 90 let a 268 dní | Kristián IX. Dánský | Princezna Ingeborg Dánská                    |
| Princezna Dorota Hesenská                    | 24. července 1934 | 90 let a 220 dní | Kristián IX. Dánský | Princ Ondřej Řecký a Dánský                  |
| Princezna Dorota Hesenská                    | 24. července 1934 | 90 let a 220 dní | Viktorie Britská    | Princezna Markéta Pruská                     |
| Princezna Margaretha, paní Amblerová         | 31. října 1934    | 90 let a 121 dní | Viktorie Britská    | Princezna Markéta z Connaughtu               |
| Hrabě Hans Veit Toerrinksko-Jettenbašský     | 1. ledna 1935     | 90 let a 59 dní  | Kristián IX. Dánský | Princezna Alžběta Řecká a Dánská             |
| Hraběnka Viktorie Castellsko-Rüdenhausenská  | 26. února 1935    | 90 let a 3 dny   | Viktorie Britská    | Vévoda Karel Eduard Sasko-Kobursko-Gothajský |
| Arcivévodkyně Alexandra Rakouská             | 21. května 1935   | 89 let a 284 dní | Viktorie Britská    | Princezna Ileana Rumunská                    |
| Princ Edward, vévoda z Kentu                 | 9. října 1935     | 89 let a 143 dní | Kristián IX. Dánský | Princezna Alexandra Dánská                   |
| Princ Edward, vévoda z Kentu                 | 9. října 1935     | 89 let a 143 dní | Viktorie Britská    | Eduard VII. Britský                          |
| Princezna Alžběta Jugoslávská                | 7. dubna 1936     | 88 let a 328 dní | Kristián IX. Dánský | Princ Mikuláš Řecký a Dánský                 |
| Elizabeth Abelová Smithová                   | 5. září 1936      | 88 let a 177 dní | Viktorie Britská    | Lady May Abelová Smithová                    |
| Princezna Christa Pruská                     | 31. října 1936    | 88 let a 121 dní | Viktorie Britská    | Princ Vilém Pruský                           |
| Princezna Alexandra, ctihodná Lady Ogilvy    | 25. prosince 1936 | 88 let a 66 dní  | Kristián IX. Dánský | Princezna Alexandra Dánská                   |
| Princezna Alexandra, ctihodná Lady Ogilvy    | 25. prosince 1936 | 88 let a 66 dní  | Viktorie Britská    | Eduard VII. Britský                          |
| Princezna Birgitta Švédská                   | 19. ledna 1937    | 88 let a 41 dní  | Viktorie Britská    | Princ Gustav Adolf, vévoda z Västerbottenu   |
| Princezna Birgitta Švédská                   | 19. ledna 1937    | 88 let a 41 dní  | Viktorie Britská    | Princezna Sibyla Sasko-Kobursko-Gothajská    |
| Harald V. Norský                             | 21. února 1937    | 88 let a 8 dní   | Kristián IX. Dánský | Haakon VII. Norský                           |
| Harald V. Norský                             | 21. února 1937    | 88 let a 8 dní   | Kristián IX. Dánský | Princezna Marta Švédská                      |
| Harald V. Norský                             | 21. února 1937    | 88 let a 8 dní   | Kristián IX. Dánský | Princezna Alexandra Dánská                   |
| Harald V. Norský                             | 21. února 1937    | 88 let a 8 dní   | Viktorie Britská    | Eduard VII. Britský                          |
| Princ Ludvík Bádenský                        | 16. března 1937   | 87 let a 350 dní | Kristián IX. Dánský | Markrabě Berthold Bádenský                   |
| Princ Ludvík Bádenský                        | 16. března 1937   | 87 let a 350 dní | Kristián IX. Dánský | Princ Ondřej Řecký a Dánský                  |
| Princ Ludvík Bádenský                        | 16. března 1937   | 87 let a 350 dní | Viktorie Britská    | Princezna Alice z Battenbergu                |
| Hraběnka Helena Toerrinksko-Jettenbašská     | 20. května 1937   | 87 let a 285 dní | Kristián IX. Dánský | Princezna Alžběta Řecká a Dánská             |
| Arcivévoda Dominik Rakouský                  | 4. července 1937  | 87 let a 240 dní | Viktorie Britská    | Princezna Ileana Rumunská                    |
| Juan Carlos I. Španělský                     | 5. ledna 1938     | 87 let a 55 dní  | Viktorie Britská    | Infant Jan, hrabě z Barcelony                |
| Hraběnka Amélie Castellsko-Castellská        | 25. května 1938   | 86 let a 280 dní | Kristián IX. Dánský | Princezna Alexandrina Luisa Dánská           |
| Princezna Désirée, baronka Silfverschiöldová | 2. června 1938    | 86 let a 272 dní | Viktorie Britská    | Princ Gustav Adolf, vévoda z Västerbottenu   |
| Princezna Désirée, baronka Silfverschiöldová | 2. června 1938    | 86 let a 272 dní | Viktorie Britská    | Princezna Sibyla Sasko-Kobursko-Gothajská    |
| Hraběnka Madeleine Bernadottová              | 8. října 1938     | 86 let a 144 dní | Kristián IX. Dánský | Princ Karel Bernadotte                       |
| Královna Sofie Španělská                     | 2. listopadu 1938 | 86 let a 119 dní | Kristián IX. Dánský | Vévoda Arnošt August Brunšvický              |
| Královna Sofie Španělská                     | 2. listopadu 1938 | 86 let a 119 dní | Kristián IX. Dánský | Konstantin I. Řecký                          |
| Královna Sofie Španělská                     | 2. listopadu 1938 | 86 let a 119 dní | Viktorie Britská    | Princezna Viktorie Luisa Pruská              |
| Královna Sofie Španělská                     | 2. listopadu 1938 | 86 let a 119 dní | Viktorie Britská    | Princezna Sofie Pruská                       |